# 耳柳
耳柳（学名：Salix aurita）为杨柳科柳属的植物。分布于欧洲以及中国大陆的新疆等地，生长于海拔1,100米至3,800米的地区，见于河湾低湿地，目前尚未由人工引种栽培。

## 异名
- Salix aurita L. X S. cinerea
- Salix austro-tibetica N. Chao